# 172 км (зупинний пункт, Придніпровська залізниця)
Платформа 172 км — пасажирський залізничний зупинний пункт Запорізької дирекції Придніпровської залізниці на електрифікованій лінії Апостолове — Запоріжжя між станцією Запорізька Січ (2 км) та зупинним пунктом Платформа 174 км (2 км). Розташований вздовж вулиці Величара у Вознесенівському районі міста Запоріжжя.

## Будівництво шляхопроводу
На початку 2022 року розпочалися роботи з будівництва споруди № 18 автотранспортної магістралі через річку Дніпро під залізничною лінією на ділянці між зупинним пунктом 172 км та мостом Преображенського
.

## Пасажирське сполучення
На зупинному пункті Платформа 172 км зупиняються приміські електропоїзди у напрямку станцій Нікополь та Запоріжжя II.